# Mistrzostwa Świata w Kolarstwie Szosowym 2024 – wyścig ze startu wspólnego mężczyzn
Mistrzostwa Świata w Kolarstwie Szosowym 2024 – wyścig ze startu wspólnego mężczyzn – konkurencja wyścigu ze startu wspólnego elity mężczyzn w ramach Mistrzostw Świata w Kolarstwie Szosowym 2024, która została rozegrana 29 września 2024 na liczącej ponad 273 kilometrów trasie z Winterthur do Zurychu.

## Uczestnicy

### Reprezentacje
| Reprezentacje (60)- Niemcy - Algieria - Indywidualni sportowcy neutralni - Australia - Austria - Belgia - Belize - Bermudy - Brazylia - Kanada - Chile - Watykan - Kolumbia - Dania - Ekwador - Olimpijska reprezentacja uchodźców - Erytrea - Hiszpania - Estonia - Eswatini - Słowacja - Słowenia - Stany Zjednoczone - Francja - Wielka Brytania - Grecja - Gwatemala - Gwinea Bissau - Honduras - Węgry - Irlandia - Izrael - Włochy - Japonia - Kazachstan - Łotwa - Luksemburg - Malta - Maroko - Mauritius - Meksyk - Mongolia - Norwegia - Nowa Zelandia - Holandia - Panama - Polska - Portugalia - Katar - Czechy - Chiny - Rumunia - Południowa Afryka - Szwecja - Szwajcaria - Tajlandia - Ukraina - Urugwaj - Uzbekistan - Wenezuela |
| |

### Lista startowa
| Holandia NED | Holandia NED         | Holandia NED |
| ------------ | -------------------- | ------------ |
| Nr           | Kolarz               | Miejsce      |
| 1            | Mathieu van der Poel | 3.           |
| 2            | Sjoerd Bax           | DNF          |
| 3            | Daan Hoole           | DNF          |
| 4            | Wilco Kelderman      | 31.          |
| 5            | Bart Lemmen          | DNF          |
| 6            | Bauke Mollema        | 12.          |
| 7            | Sam Oomen            | 49.          |
| 8            | Oscar Riesebeek      | DNF          |
| 9            | Frank van den Broek  | DNF          |

| Belgia BEL | Belgia BEL         | Belgia BEL |
| ---------- | ------------------ | ---------- |
| Nr         | Kolarz             | Miejsce    |
| 10         | Remco Evenepoel    | 5.         |
| 11         | Tiesj Benoot       | DNF        |
| 12         | Victor Campenaerts | DNF        |
| 13         | Laurens De Plus    | DNF        |
| 14         | Quinten Hermans    | DNF        |
| 15         | Jasper Stuyven     | DNF        |
| 16         | Maxim Van Gils     | 51.        |
| 17         | Tim Wellens        | DNF        |

| Słowenia SLO | Słowenia SLO   | Słowenia SLO |
| ------------ | -------------- | ------------ |
| Nr           | Kolarz         | Miejsce      |
| 18           | Matevž Govekar | DNF          |
| 19           | Luka Mezgec    | DNF          |
| 20           | Matic Žumer    | DNF          |
| 21           | Domen Novak    | DNF          |
| 22           | Tadej Pogačar  | 1.           |
| 23           | Jaka Primožič  | DNF          |
| 24           | Primož Roglič  | 64.          |
| 25           | Jan Tratnik    | DNF          |

| Hiszpania ESP | Hiszpania ESP    | Hiszpania ESP |
| ------------- | ---------------- | ------------- |
| Nr            | Kolarz           | Miejsce       |
| 26            | Roger Adrià      | 11.           |
| 27            | Alex Aranburu    | 58.           |
| 28            | Juan Ayuso       | 26.           |
| 29            | Pello Bilbao     | DNF           |
| 30            | Pablo Castrillo  | 62.           |
| 31            | Mikel Landa      | DNF           |
| 32            | Enric Mas        | 8.            |
| 33            | Carlos Rodríguez | 59.           |

| Włochy ITA | Włochy ITA        | Włochy ITA |
| ---------- | ----------------- | ---------- |
| Nr         | Kolarz            | Miejsce    |
| 34         | Andrea Bagioli    | DNF        |
| 35         | Mattia Cattaneo   | 63.        |
| 36         | Giulio Ciccone    | 25.        |
| 37         | Lorenzo Rota      | 43.        |
| 38         | Antonio Tiberi    | 69.        |
| 39         | Diego Ulissi      | 48.        |
| 40         | Edoardo Zambanini | 45.        |
| 41         | Filippo Zana      | 66.        |

| Dania DEN | Dania DEN             | Dania DEN |
| --------- | --------------------- | --------- |
| Nr        | Kolarz                | Miejsce   |
| 42        | Jakob Fuglsang        | DNF       |
| 43        | Mikkel Frølich Honoré | 52.       |
| 44        | Mattias Skjelmose     | DNF       |
| 45        | Kasper Asgreen        | DNF       |
| 46        | Magnus Cort Nielsen   | 24.       |
| 47        | Mads Pedersen         | 13.       |
| 48        | Michael Valgren       | DNF       |
| 49        | Frederik Wandahl      | 23.       |

| Francja FRA | Francja FRA        | Francja FRA |
| ----------- | ------------------ | ----------- |
| Nr          | Kolarz             | Miejsce     |
| 50          | Julian Alaphilippe | DNF         |
| 51          | Romain Bardet      | 10.         |
| 52          | Julien Bernard     | DNF         |
| 53          | David Gaudu        | 33.         |
| 54          | Romain Grégoire    | 38.         |
| 55          | Valentin Madouas   | 22.         |
| 56          | Rudy Molard        | 61.         |
| 57          | Pawieł Siwakow     | 35.         |

| Wielka Brytania GBR | Wielka Brytania GBR | Wielka Brytania GBR |
| ------------------- | ------------------- | ------------------- |
| Nr                  | Kolarz              | Miejsce             |
| 58                  | Mark Donovan        | DNF                 |
| 59                  | James Knox          | DNF                 |
| 60                  | Oscar Onley         | 16.                 |
| 61                  | Thomas Pidcock      | 57.                 |
| 62                  | Jake Stewart        | DNF                 |
| 63                  | Stephen Williams    | DNF                 |
| 64                  | Adam Yates          | 30.                 |
| 65                  | Simon Yates         | 68.                 |

| Australia AUS | Australia AUS    | Australia AUS |
| ------------- | ---------------- | ------------- |
| Nr            | Kolarz           | Miejsce       |
| 66            | Chris Hamilton   | DNF           |
| 67            | Jai Hindley      | 18.           |
| 68            | Michael Matthews | DNF           |
| 69            | Ben O’Connor     | 2.            |
| 70            | Nick Schultz     | 46.           |
| 71            | Michael Storer   | DNF           |
| 72            | Harry Sweeny     | DNF           |
| 73            | Jay Vine         | DNF           |

| Szwajcaria SUI | Szwajcaria SUI  | Szwajcaria SUI |
| -------------- | --------------- | -------------- |
| Nr             | Kolarz          | Miejsce        |
| 74             | Silvan Dillier  | DNF            |
| 75             | Marc Hirschi    | 6.             |
| 76             | Johan Jacobs    | DNF            |
| 77             | Stefan Küng     | 37.            |
| 78             | Fabian Lienhard | DNF            |
| 79             | Mauro Schmid    | DNF            |

| Stany Zjednoczone USA | Stany Zjednoczone USA | Stany Zjednoczone USA |
| --------------------- | --------------------- | --------------------- |
| Nr                    | Kolarz                | Miejsce               |
| 80                    | Matteo Jorgenson      | 34.                   |
| 81                    | Brandon McNulty       | 17.                   |
| 82                    | Neilson Powless       | 39.                   |
| 83                    | Riley Sheehan         | DNF                   |
| 84                    | Magnus Sheffield      | 47.                   |
| 85                    | Quinn Simmons         | 9.                    |
| 86                    | Kevin Vermaerke       | 19.                   |
| 87                    | Larry Warbasse        | 70.                   |

| Kolumbia COL | Kolumbia COL           | Kolumbia COL |
| ------------ | ---------------------- | ------------ |
| Nr           | Kolarz                 | Miejsce      |
| 88           | Santiago Buitrago      | DNF          |
| 89           | Daniel Felipe Martínez | 60.          |
| 90           | Einer Rubio            | 79.          |
| 91           | Harold Tejada          | 40.          |
| 92           | Walter Vargas          | DNF          |

| Norwegia NOR | Norwegia NOR               | Norwegia NOR |
| ------------ | -------------------------- | ------------ |
| Nr           | Kolarz                     | Miejsce      |
| 93           | Jonas Abrahamsen           | DNF          |
| 94           | Tobias Foss                | DNF          |
| 95           | Markus Hoelgaard           | 14.          |
| 96           | Tobias Halland Johannessen | 41.          |
| 97           | Andreas Leknessund         | 75.          |
| 98           | Johannes Staune-Mittet     | 56.          |

| Niemcy GER | Niemcy GER            | Niemcy GER |
| ---------- | --------------------- | ---------- |
| Nr         | Kolarz                | Miejsce    |
| 99         | Marco Brenner         | DNF        |
| 100        | Simon Geschke         | 36.        |
| 101        | Florian Lipowitz      | 28.        |
| 102        | Maximilian Schachmann | DNF        |
| 103        | Georg Steinhauser     | 50.        |
| 104        | Georg Zimmermann      | 15.        |

| Ekwador ECU | Ekwador ECU                | Ekwador ECU |
| ----------- | -------------------------- | ----------- |
| Nr          | Kolarz                     | Miejsce     |
| 105         | Jonathan Caicedo           | DNF         |
| 107         | Jefferson Alexander Cepeda | DNF         |

| Erytrea ERI | Erytrea ERI             | Erytrea ERI |
| ----------- | ----------------------- | ----------- |
| Nr          | Kolarz                  | Miejsce     |
| 108         | Amanuel Ghebreigzabhier | DNF         |
| 109         | Biniam Girmay           | DNF         |
| 110         | Henok Mulubrhan         | DNF         |
| 111         | Natnael Tesfatsion      | 53.         |
| 112         | Dawit Yemane            | DNF         |

| Nowa Zelandia NZL | Nowa Zelandia NZL | Nowa Zelandia NZL |
| ----------------- | ----------------- | ----------------- |
| Nr                | Kolarz            | Miejsce           |
| 113               | George Bennett    | DNF               |
| 114               | Finn Fisher-Black | DNF               |
| 115               | Reuben Thompson   | 73.               |

| Portugalia POR | Portugalia POR  | Portugalia POR |
| -------------- | --------------- | -------------- |
| Nr             | Kolarz          | Miejsce        |
| 116            | Ivo Oliveira    | DNF            |
| 117            | Rui Oliveira    | DNF            |
| 118            | Rui Costa       | 42.            |
| 119            | Nelson Oliveira | 55.            |
| 120            | Afonso Eulálio  | DNF            |
| 121            | João Almeida    | DNF            |

| Indywidualni sportowcy neutralni AIN | Indywidualni sportowcy neutralni AIN | Indywidualni sportowcy neutralni AIN |
| ------------------------------------ | ------------------------------------ | ------------------------------------ |
| Nr                                   | Kolarz                               | Miejsce                              |
| 122                                  | Aleksandr Własow                     | 32.                                  |

| Irlandia IRL | Irlandia IRL  | Irlandia IRL |
| ------------ | ------------- | ------------ |
| Nr           | Kolarz        | Miejsce      |
| 123          | Edward Dunbar | 67.          |
| 124          | Ben Healy     | 7.           |
| 125          | Conn McDunphy | DNF          |
| 126          | Archie Ryan   | 21.          |

| Austria AUT | Austria AUT           | Austria AUT |
| ----------- | --------------------- | ----------- |
| Nr          | Kolarz                | Miejsce     |
| 127         | Tobias Bayer          | DNF         |
| 128         | Felix Gall            | DNF         |
| 129         | Michael Gogl          | DNF         |
| 130         | Felix Großschartner   | 29.         |
| 131         | Sebastian Schönberger | 76.         |
| 132         | Emanuel Zangerle      | DNF         |

| Czechy CZE | Czechy CZE      | Czechy CZE |
| ---------- | --------------- | ---------- |
| Nr         | Kolarz          | Miejsce    |
| 133        | Michael Boroš   | DNF        |
| 134        | Jakub Otruba    | DNF        |
| 135        | Michal Schlegel | DNF        |
| 136        | Mathias Vacek   | 20.        |

| Kanada CAN | Kanada CAN       | Kanada CAN |
| ---------- | ---------------- | ---------- |
| Nr         | Kolarz           | Miejsce    |
| 137        | Guillaume Boivin | DNF        |
| 138        | Pier-André Côté  | 44.        |
| 139        | Derek Gee        | DNF        |
| 140        | Michael Woods    | 54.        |

| Łotwa LAT | Łotwa LAT       | Łotwa LAT |
| --------- | --------------- | --------- |
| Nr        | Kolarz          | Miejsce   |
| 141       | Alekss Krasts   | DNF       |
| 142       | Emīls Liepiņš   | DNF       |
| 143       | Krists Neilands | 71.       |
| 144       | Toms Skujiņš    | 4.        |

| Kazachstan KAZ | Kazachstan KAZ     | Kazachstan KAZ |
| -------------- | ------------------ | -------------- |
| Nr             | Kolarz             | Miejsce        |
| 145            | Gleb Brusienski    | DNF            |
| 146            | Igor Czżan         | DNF            |
| 147            | Jewgienij Fiodorow | DNF            |
| 148            | Anton Kuzmin       | DNF            |

| Polska POL | Polska POL       | Polska POL |
| ---------- | ---------------- | ---------- |
| Nr         | Kolarz           | Miejsce    |
| 149        | Marcin Budziński | DNF        |
| 150        | Filip Maciejuk   | DNF        |
| 151        | Łukasz Owsian    | 77.        |
| 152        | Piotr Pękala     | DNF        |

| Wenezuela VEN | Wenezuela VEN     | Wenezuela VEN |
| ------------- | ----------------- | ------------- |
| Nr            | Kolarz            | Miejsce       |
| 153           | Leangel Linarez   | DNF           |
| 154           | Anderson Paredes  | DNF           |
| 155           | Francisco Peñuela | DNF           |

| Węgry HUN | Węgry HUN     | Węgry HUN |
| --------- | ------------- | --------- |
| Nr        | Kolarz        | Miejsce   |
| 156       | Márton Dina   | 78.       |
| 157       | Erik Fetter   | DNF       |
| 158       | Attila Valter | 27.       |

| Meksyk MEX | Meksyk MEX      | Meksyk MEX |
| ---------- | --------------- | ---------- |
| Nr         | Kolarz          | Miejsce    |
| 159        | Edgar Cadena    | 74.        |
| 160        | Ulises Castillo | DNF        |
| 161        | Miguel Díaz     | DNF        |
| 162        | Eder Frayre     | DNF        |

| Urugwaj URU | Urugwaj URU   | Urugwaj URU |
| ----------- | ------------- | ----------- |
| Nr          | Kolarz        | Miejsce     |
| 163         | Eric Fagundez | 81.         |
| 164         | Thomas Silva  | 80.         |

| Luksemburg LUX | Luksemburg LUX | Luksemburg LUX |
| -------------- | -------------- | -------------- |
| Nr             | Kolarz         | Miejsce        |
| 165            | Kevin Geniets  | DNF            |
| 166            | Bob Jungels    | 65.            |
| 167            | Michel Ries    | DNF            |
| 168            | Luc Wirtgen    | DNF            |

| Algieria ALG | Algieria ALG   | Algieria ALG |
| ------------ | -------------- | ------------ |
| Nr           | Kolarz         | Miejsce      |
| 169          | Hamza Mansouri | DNF          |

| Estonia EST | Estonia EST   | Estonia EST |
| ----------- | ------------- | ----------- |
| Nr          | Kolarz        | Miejsce     |
| 170         | Madis Mihkels | DNF         |
| 171         | Markus Pajur  | DNF         |

| Mauritius MRI | Mauritius MRI   | Mauritius MRI |
| ------------- | --------------- | ------------- |
| Nr            | Kolarz          | Miejsce       |
| 172           | Alexandre Mayer | DNF           |

| Południowa Afryka RSA | Południowa Afryka RSA | Południowa Afryka RSA |
| --------------------- | --------------------- | --------------------- |
| Nr                    | Kolarz                | Miejsce               |
| 173                   | Louis Meintjes        | DNF                   |
| 174                   | Callum Ormiston       | DNF                   |

| Mongolia MGL | Mongolia MGL          | Mongolia MGL |
| ------------ | --------------------- | ------------ |
| Nr           | Kolarz                | Miejsce      |
| 176          | Jambaljamts Sainbayar | DNF          |

| Japonia JPN | Japonia JPN     | Japonia JPN |
| ----------- | --------------- | ----------- |
| Nr          | Kolarz          | Miejsce     |
| 177         | Yukiya Arashiro | DNF         |

| Słowacja SVK | Słowacja SVK | Słowacja SVK |
| ------------ | ------------ | ------------ |
| Nr           | Kolarz       | Miejsce      |
| 178          | Lukáš Kubiš  | 72.          |

| Chiny CHN | Chiny CHN   | Chiny CHN |
| --------- | ----------- | --------- |
| Nr        | Kolarz      | Miejsce   |
| 179       | Lü Xianjing | DNF       |

| Panama PAN | Panama PAN       | Panama PAN |
| ---------- | ---------------- | ---------- |
| Nr         | Kolarz           | Miejsce    |
| 180        | Roberto González | DNF        |

| Uzbekistan UZB | Uzbekistan UZB   | Uzbekistan UZB |
| -------------- | ---------------- | -------------- |
| Nr             | Kolarz           | Miejsce        |
| 181            | Dmitriy Bocharov | DNF            |

| Grecja GRE | Grecja GRE     | Grecja GRE |
| ---------- | -------------- | ---------- |
| Nr         | Kolarz         | Miejsce    |
| 182        | Periklis Ilias | DNF        |

| Brazylia BRA | Brazylia BRA    | Brazylia BRA |
| ------------ | --------------- | ------------ |
| Nr           | Kolarz          | Miejsce      |
| 183          | Armando Camargo | DNF          |

| Izrael ISR | Izrael ISR     | Izrael ISR |
| ---------- | -------------- | ---------- |
| Nr         | Kolarz         | Miejsce    |
| 184        | Nadav Raisberg | DNF        |

| Tajlandia THA | Tajlandia THA     | Tajlandia THA |
| ------------- | ----------------- | ------------- |
| Nr            | Kolarz            | Miejsce       |
| 185           | Tullatorn Sosalam | DNF           |

| Szwecja SWE | Szwecja SWE    | Szwecja SWE |
| ----------- | -------------- | ----------- |
| Nr          | Kolarz         | Miejsce     |
| 186         | Lucas Eriksson | DNF         |

| Chile CHI | Chile CHI      | Chile CHI |
| --------- | -------------- | --------- |
| Nr        | Kolarz         | Miejsce   |
| 187       | Carlos Oyarzún | DNF       |

| Bermudy BER | Bermudy BER   | Bermudy BER |
| ----------- | ------------- | ----------- |
| Nr          | Kolarz        | Miejsce     |
| 188         | Kaden Hopkins | DNF         |

| Gwatemala GUA | Gwatemala GUA         | Gwatemala GUA |
| ------------- | --------------------- | ------------- |
| Nr            | Kolarz                | Miejsce       |
| 189           | Sergio Geovani Chumil | DNF           |

| Rumunia ROM | Rumunia ROM         | Rumunia ROM |
| ----------- | ------------------- | ----------- |
| Nr          | Kolarz              | Miejsce     |
| 190         | Iustin-Ioan Vaidian | DNF         |

| Honduras HON | Honduras HON | Honduras HON |
| ------------ | ------------ | ------------ |
| Nr           | Kolarz       | Miejsce      |
| 191          | Fredd Matute | DNF          |

| Belize BIZ | Belize BIZ    | Belize BIZ |
| ---------- | ------------- | ---------- |
| Nr         | Kolarz        | Miejsce    |
| 192        | Cory Williams | DNF        |

| Monako MON | Monako MON         | Monako MON |
| ---------- | ------------------ | ---------- |
| Nr         | Kolarz             | Miejsce    |
| 193        | Victor Langellotti | DNF        |

| Olimpijska reprezentacja uchodźców REF | Olimpijska reprezentacja uchodźców REF | Olimpijska reprezentacja uchodźców REF |
| -------------------------------------- | -------------------------------------- | -------------------------------------- |
| Nr                                     | Kolarz                                 | Miejsce                                |
| 194                                    | Amir Ansari                            | DNF                                    |
| 195                                    | Ahmad Wais                             | DNF                                    |

| Watykan VAT | Watykan VAT     | Watykan VAT |
| ----------- | --------------- | ----------- |
| Nr          | Kolarz          | Miejsce     |
| 196         | Rien Schuurhuis | DNF         |

| Katar QAT | Katar QAT        | Katar QAT |
| --------- | ---------------- | --------- |
| Nr        | Kolarz           | Miejsce   |
| 197       | Fadhel Al Khater | DNF       |

| Malta MLT | Malta MLT     | Malta MLT |
| --------- | ------------- | --------- |
| Nr        | Kolarz        | Miejsce   |
| 201       | Andrea Mifsud | DNF       |

| Holandia NED | Holandia NED         | Holandia NED |
| ------------ | -------------------- | ------------ |
| Nr           | Kolarz               | Miejsce      |
| 1            | Mathieu van der Poel | 3.           |
| 2            | Sjoerd Bax           | DNF          |
| 3            | Daan Hoole           | DNF          |
| 4            | Wilco Kelderman      | 31.          |
| 5            | Bart Lemmen          | DNF          |
| 6            | Bauke Mollema        | 12.          |
| 7            | Sam Oomen            | 49.          |
| 8            | Oscar Riesebeek      | DNF          |
| 9            | Frank van den Broek  | DNF          |

| Belgia BEL | Belgia BEL         | Belgia BEL |
| ---------- | ------------------ | ---------- |
| Nr         | Kolarz             | Miejsce    |
| 10         | Remco Evenepoel    | 5.         |
| 11         | Tiesj Benoot       | DNF        |
| 12         | Victor Campenaerts | DNF        |
| 13         | Laurens De Plus    | DNF        |
| 14         | Quinten Hermans    | DNF        |
| 15         | Jasper Stuyven     | DNF        |
| 16         | Maxim Van Gils     | 51.        |
| 17         | Tim Wellens        | DNF        |

| Słowenia SLO | Słowenia SLO   | Słowenia SLO |
| ------------ | -------------- | ------------ |
| Nr           | Kolarz         | Miejsce      |
| 18           | Matevž Govekar | DNF          |
| 19           | Luka Mezgec    | DNF          |
| 20           | Matic Žumer    | DNF          |
| 21           | Domen Novak    | DNF          |
| 22           | Tadej Pogačar  | 1.           |
| 23           | Jaka Primožič  | DNF          |
| 24           | Primož Roglič  | 64.          |
| 25           | Jan Tratnik    | DNF          |

| Hiszpania ESP | Hiszpania ESP    | Hiszpania ESP |
| ------------- | ---------------- | ------------- |
| Nr            | Kolarz           | Miejsce       |
| 26            | Roger Adrià      | 11.           |
| 27            | Alex Aranburu    | 58.           |
| 28            | Juan Ayuso       | 26.           |
| 29            | Pello Bilbao     | DNF           |
| 30            | Pablo Castrillo  | 62.           |
| 31            | Mikel Landa      | DNF           |
| 32            | Enric Mas        | 8.            |
| 33            | Carlos Rodríguez | 59.           |

| Włochy ITA | Włochy ITA        | Włochy ITA |
| ---------- | ----------------- | ---------- |
| Nr         | Kolarz            | Miejsce    |
| 34         | Andrea Bagioli    | DNF        |
| 35         | Mattia Cattaneo   | 63.        |
| 36         | Giulio Ciccone    | 25.        |
| 37         | Lorenzo Rota      | 43.        |
| 38         | Antonio Tiberi    | 69.        |
| 39         | Diego Ulissi      | 48.        |
| 40         | Edoardo Zambanini | 45.        |
| 41         | Filippo Zana      | 66.        |

| Dania DEN | Dania DEN             | Dania DEN |
| --------- | --------------------- | --------- |
| Nr        | Kolarz                | Miejsce   |
| 42        | Jakob Fuglsang        | DNF       |
| 43        | Mikkel Frølich Honoré | 52.       |
| 44        | Mattias Skjelmose     | DNF       |
| 45        | Kasper Asgreen        | DNF       |
| 46        | Magnus Cort Nielsen   | 24.       |
| 47        | Mads Pedersen         | 13.       |
| 48        | Michael Valgren       | DNF       |
| 49        | Frederik Wandahl      | 23.       |

| Francja FRA | Francja FRA        | Francja FRA |
| ----------- | ------------------ | ----------- |
| Nr          | Kolarz             | Miejsce     |
| 50          | Julian Alaphilippe | DNF         |
| 51          | Romain Bardet      | 10.         |
| 52          | Julien Bernard     | DNF         |
| 53          | David Gaudu        | 33.         |
| 54          | Romain Grégoire    | 38.         |
| 55          | Valentin Madouas   | 22.         |
| 56          | Rudy Molard        | 61.         |
| 57          | Pawieł Siwakow     | 35.         |

| Wielka Brytania GBR | Wielka Brytania GBR | Wielka Brytania GBR |
| ------------------- | ------------------- | ------------------- |
| Nr                  | Kolarz              | Miejsce             |
| 58                  | Mark Donovan        | DNF                 |
| 59                  | James Knox          | DNF                 |
| 60                  | Oscar Onley         | 16.                 |
| 61                  | Thomas Pidcock      | 57.                 |
| 62                  | Jake Stewart        | DNF                 |
| 63                  | Stephen Williams    | DNF                 |
| 64                  | Adam Yates          | 30.                 |
| 65                  | Simon Yates         | 68.                 |

| Australia AUS | Australia AUS    | Australia AUS |
| ------------- | ---------------- | ------------- |
| Nr            | Kolarz           | Miejsce       |
| 66            | Chris Hamilton   | DNF           |
| 67            | Jai Hindley      | 18.           |
| 68            | Michael Matthews | DNF           |
| 69            | Ben O’Connor     | 2.            |
| 70            | Nick Schultz     | 46.           |
| 71            | Michael Storer   | DNF           |
| 72            | Harry Sweeny     | DNF           |
| 73            | Jay Vine         | DNF           |

| Szwajcaria SUI | Szwajcaria SUI  | Szwajcaria SUI |
| -------------- | --------------- | -------------- |
| Nr             | Kolarz          | Miejsce        |
| 74             | Silvan Dillier  | DNF            |
| 75             | Marc Hirschi    | 6.             |
| 76             | Johan Jacobs    | DNF            |
| 77             | Stefan Küng     | 37.            |
| 78             | Fabian Lienhard | DNF            |
| 79             | Mauro Schmid    | DNF            |

| Stany Zjednoczone USA | Stany Zjednoczone USA | Stany Zjednoczone USA |
| --------------------- | --------------------- | --------------------- |
| Nr                    | Kolarz                | Miejsce               |
| 80                    | Matteo Jorgenson      | 34.                   |
| 81                    | Brandon McNulty       | 17.                   |
| 82                    | Neilson Powless       | 39.                   |
| 83                    | Riley Sheehan         | DNF                   |
| 84                    | Magnus Sheffield      | 47.                   |
| 85                    | Quinn Simmons         | 9.                    |
| 86                    | Kevin Vermaerke       | 19.                   |
| 87                    | Larry Warbasse        | 70.                   |

| Kolumbia COL | Kolumbia COL           | Kolumbia COL |
| ------------ | ---------------------- | ------------ |
| Nr           | Kolarz                 | Miejsce      |
| 88           | Santiago Buitrago      | DNF          |
| 89           | Daniel Felipe Martínez | 60.          |
| 90           | Einer Rubio            | 79.          |
| 91           | Harold Tejada          | 40.          |
| 92           | Walter Vargas          | DNF          |

| Norwegia NOR | Norwegia NOR               | Norwegia NOR |
| ------------ | -------------------------- | ------------ |
| Nr           | Kolarz                     | Miejsce      |
| 93           | Jonas Abrahamsen           | DNF          |
| 94           | Tobias Foss                | DNF          |
| 95           | Markus Hoelgaard           | 14.          |
| 96           | Tobias Halland Johannessen | 41.          |
| 97           | Andreas Leknessund         | 75.          |
| 98           | Johannes Staune-Mittet     | 56.          |

| Niemcy GER | Niemcy GER            | Niemcy GER |
| ---------- | --------------------- | ---------- |
| Nr         | Kolarz                | Miejsce    |
| 99         | Marco Brenner         | DNF        |
| 100        | Simon Geschke         | 36.        |
| 101        | Florian Lipowitz      | 28.        |
| 102        | Maximilian Schachmann | DNF        |
| 103        | Georg Steinhauser     | 50.        |
| 104        | Georg Zimmermann      | 15.        |

| Ekwador ECU | Ekwador ECU                | Ekwador ECU |
| ----------- | -------------------------- | ----------- |
| Nr          | Kolarz                     | Miejsce     |
| 105         | Jonathan Caicedo           | DNF         |
| 107         | Jefferson Alexander Cepeda | DNF         |

| Erytrea ERI | Erytrea ERI             | Erytrea ERI |
| ----------- | ----------------------- | ----------- |
| Nr          | Kolarz                  | Miejsce     |
| 108         | Amanuel Ghebreigzabhier | DNF         |
| 109         | Biniam Girmay           | DNF         |
| 110         | Henok Mulubrhan         | DNF         |
| 111         | Natnael Tesfatsion      | 53.         |
| 112         | Dawit Yemane            | DNF         |

| Nowa Zelandia NZL | Nowa Zelandia NZL | Nowa Zelandia NZL |
| ----------------- | ----------------- | ----------------- |
| Nr                | Kolarz            | Miejsce           |
| 113               | George Bennett    | DNF               |
| 114               | Finn Fisher-Black | DNF               |
| 115               | Reuben Thompson   | 73.               |

| Portugalia POR | Portugalia POR  | Portugalia POR |
| -------------- | --------------- | -------------- |
| Nr             | Kolarz          | Miejsce        |
| 116            | Ivo Oliveira    | DNF            |
| 117            | Rui Oliveira    | DNF            |
| 118            | Rui Costa       | 42.            |
| 119            | Nelson Oliveira | 55.            |
| 120            | Afonso Eulálio  | DNF            |
| 121            | João Almeida    | DNF            |

| Indywidualni sportowcy neutralni AIN | Indywidualni sportowcy neutralni AIN | Indywidualni sportowcy neutralni AIN |
| ------------------------------------ | ------------------------------------ | ------------------------------------ |
| Nr                                   | Kolarz                               | Miejsce                              |
| 122                                  | Aleksandr Własow                     | 32.                                  |

| Irlandia IRL | Irlandia IRL  | Irlandia IRL |
| ------------ | ------------- | ------------ |
| Nr           | Kolarz        | Miejsce      |
| 123          | Edward Dunbar | 67.          |
| 124          | Ben Healy     | 7.           |
| 125          | Conn McDunphy | DNF          |
| 126          | Archie Ryan   | 21.          |

| Austria AUT | Austria AUT           | Austria AUT |
| ----------- | --------------------- | ----------- |
| Nr          | Kolarz                | Miejsce     |
| 127         | Tobias Bayer          | DNF         |
| 128         | Felix Gall            | DNF         |
| 129         | Michael Gogl          | DNF         |
| 130         | Felix Großschartner   | 29.         |
| 131         | Sebastian Schönberger | 76.         |
| 132         | Emanuel Zangerle      | DNF         |

| Czechy CZE | Czechy CZE      | Czechy CZE |
| ---------- | --------------- | ---------- |
| Nr         | Kolarz          | Miejsce    |
| 133        | Michael Boroš   | DNF        |
| 134        | Jakub Otruba    | DNF        |
| 135        | Michal Schlegel | DNF        |
| 136        | Mathias Vacek   | 20.        |

| Kanada CAN | Kanada CAN       | Kanada CAN |
| ---------- | ---------------- | ---------- |
| Nr         | Kolarz           | Miejsce    |
| 137        | Guillaume Boivin | DNF        |
| 138        | Pier-André Côté  | 44.        |
| 139        | Derek Gee        | DNF        |
| 140        | Michael Woods    | 54.        |

| Łotwa LAT | Łotwa LAT       | Łotwa LAT |
| --------- | --------------- | --------- |
| Nr        | Kolarz          | Miejsce   |
| 141       | Alekss Krasts   | DNF       |
| 142       | Emīls Liepiņš   | DNF       |
| 143       | Krists Neilands | 71.       |
| 144       | Toms Skujiņš    | 4.        |

| Kazachstan KAZ | Kazachstan KAZ     | Kazachstan KAZ |
| -------------- | ------------------ | -------------- |
| Nr             | Kolarz             | Miejsce        |
| 145            | Gleb Brusienski    | DNF            |
| 146            | Igor Czżan         | DNF            |
| 147            | Jewgienij Fiodorow | DNF            |
| 148            | Anton Kuzmin       | DNF            |

| Polska POL | Polska POL       | Polska POL |
| ---------- | ---------------- | ---------- |
| Nr         | Kolarz           | Miejsce    |
| 149        | Marcin Budziński | DNF        |
| 150        | Filip Maciejuk   | DNF        |
| 151        | Łukasz Owsian    | 77.        |
| 152        | Piotr Pękala     | DNF        |

| Wenezuela VEN | Wenezuela VEN     | Wenezuela VEN |
| ------------- | ----------------- | ------------- |
| Nr            | Kolarz            | Miejsce       |
| 153           | Leangel Linarez   | DNF           |
| 154           | Anderson Paredes  | DNF           |
| 155           | Francisco Peñuela | DNF           |

| Węgry HUN | Węgry HUN     | Węgry HUN |
| --------- | ------------- | --------- |
| Nr        | Kolarz        | Miejsce   |
| 156       | Márton Dina   | 78.       |
| 157       | Erik Fetter   | DNF       |
| 158       | Attila Valter | 27.       |

| Meksyk MEX | Meksyk MEX      | Meksyk MEX |
| ---------- | --------------- | ---------- |
| Nr         | Kolarz          | Miejsce    |
| 159        | Edgar Cadena    | 74.        |
| 160        | Ulises Castillo | DNF        |
| 161        | Miguel Díaz     | DNF        |
| 162        | Eder Frayre     | DNF        |

| Urugwaj URU | Urugwaj URU   | Urugwaj URU |
| ----------- | ------------- | ----------- |
| Nr          | Kolarz        | Miejsce     |
| 163         | Eric Fagundez | 81.         |
| 164         | Thomas Silva  | 80.         |

| Luksemburg LUX | Luksemburg LUX | Luksemburg LUX |
| -------------- | -------------- | -------------- |
| Nr             | Kolarz         | Miejsce        |
| 165            | Kevin Geniets  | DNF            |
| 166            | Bob Jungels    | 65.            |
| 167            | Michel Ries    | DNF            |
| 168            | Luc Wirtgen    | DNF            |

| Algieria ALG | Algieria ALG   | Algieria ALG |
| ------------ | -------------- | ------------ |
| Nr           | Kolarz         | Miejsce      |
| 169          | Hamza Mansouri | DNF          |

| Estonia EST | Estonia EST   | Estonia EST |
| ----------- | ------------- | ----------- |
| Nr          | Kolarz        | Miejsce     |
| 170         | Madis Mihkels | DNF         |
| 171         | Markus Pajur  | DNF         |

| Mauritius MRI | Mauritius MRI   | Mauritius MRI |
| ------------- | --------------- | ------------- |
| Nr            | Kolarz          | Miejsce       |
| 172           | Alexandre Mayer | DNF           |

| Południowa Afryka RSA | Południowa Afryka RSA | Południowa Afryka RSA |
| --------------------- | --------------------- | --------------------- |
| Nr                    | Kolarz                | Miejsce               |
| 173                   | Louis Meintjes        | DNF                   |
| 174                   | Callum Ormiston       | DNF                   |

| Mongolia MGL | Mongolia MGL          | Mongolia MGL |
| ------------ | --------------------- | ------------ |
| Nr           | Kolarz                | Miejsce      |
| 176          | Jambaljamts Sainbayar | DNF          |

| Japonia JPN | Japonia JPN     | Japonia JPN |
| ----------- | --------------- | ----------- |
| Nr          | Kolarz          | Miejsce     |
| 177         | Yukiya Arashiro | DNF         |

| Słowacja SVK | Słowacja SVK | Słowacja SVK |
| ------------ | ------------ | ------------ |
| Nr           | Kolarz       | Miejsce      |
| 178          | Lukáš Kubiš  | 72.          |

| Chiny CHN | Chiny CHN   | Chiny CHN |
| --------- | ----------- | --------- |
| Nr        | Kolarz      | Miejsce   |
| 179       | Lü Xianjing | DNF       |

| Panama PAN | Panama PAN       | Panama PAN |
| ---------- | ---------------- | ---------- |
| Nr         | Kolarz           | Miejsce    |
| 180        | Roberto González | DNF        |

| Uzbekistan UZB | Uzbekistan UZB   | Uzbekistan UZB |
| -------------- | ---------------- | -------------- |
| Nr             | Kolarz           | Miejsce        |
| 181            | Dmitriy Bocharov | DNF            |

| Grecja GRE | Grecja GRE     | Grecja GRE |
| ---------- | -------------- | ---------- |
| Nr         | Kolarz         | Miejsce    |
| 182        | Periklis Ilias | DNF        |

| Brazylia BRA | Brazylia BRA    | Brazylia BRA |
| ------------ | --------------- | ------------ |
| Nr           | Kolarz          | Miejsce      |
| 183          | Armando Camargo | DNF          |

| Izrael ISR | Izrael ISR     | Izrael ISR |
| ---------- | -------------- | ---------- |
| Nr         | Kolarz         | Miejsce    |
| 184        | Nadav Raisberg | DNF        |

| Tajlandia THA | Tajlandia THA     | Tajlandia THA |
| ------------- | ----------------- | ------------- |
| Nr            | Kolarz            | Miejsce       |
| 185           | Tullatorn Sosalam | DNF           |

| Szwecja SWE | Szwecja SWE    | Szwecja SWE |
| ----------- | -------------- | ----------- |
| Nr          | Kolarz         | Miejsce     |
| 186         | Lucas Eriksson | DNF         |

| Chile CHI | Chile CHI      | Chile CHI |
| --------- | -------------- | --------- |
| Nr        | Kolarz         | Miejsce   |
| 187       | Carlos Oyarzún | DNF       |

| Bermudy BER | Bermudy BER   | Bermudy BER |
| ----------- | ------------- | ----------- |
| Nr          | Kolarz        | Miejsce     |
| 188         | Kaden Hopkins | DNF         |

| Gwatemala GUA | Gwatemala GUA         | Gwatemala GUA |
| ------------- | --------------------- | ------------- |
| Nr            | Kolarz                | Miejsce       |
| 189           | Sergio Geovani Chumil | DNF           |

| Rumunia ROM | Rumunia ROM         | Rumunia ROM |
| ----------- | ------------------- | ----------- |
| Nr          | Kolarz              | Miejsce     |
| 190         | Iustin-Ioan Vaidian | DNF         |

| Honduras HON | Honduras HON | Honduras HON |
| ------------ | ------------ | ------------ |
| Nr           | Kolarz       | Miejsce      |
| 191          | Fredd Matute | DNF          |

| Belize BIZ | Belize BIZ    | Belize BIZ |
| ---------- | ------------- | ---------- |
| Nr         | Kolarz        | Miejsce    |
| 192        | Cory Williams | DNF        |

| Monako MON | Monako MON         | Monako MON |
| ---------- | ------------------ | ---------- |
| Nr         | Kolarz             | Miejsce    |
| 193        | Victor Langellotti | DNF        |

| Olimpijska reprezentacja uchodźców REF | Olimpijska reprezentacja uchodźców REF | Olimpijska reprezentacja uchodźców REF |
| -------------------------------------- | -------------------------------------- | -------------------------------------- |
| Nr                                     | Kolarz                                 | Miejsce                                |
| 194                                    | Amir Ansari                            | DNF                                    |
| 195                                    | Ahmad Wais                             | DNF                                    |

| Watykan VAT | Watykan VAT     | Watykan VAT |
| ----------- | --------------- | ----------- |
| Nr          | Kolarz          | Miejsce     |
| 196         | Rien Schuurhuis | DNF         |

| Katar QAT | Katar QAT        | Katar QAT |
| --------- | ---------------- | --------- |
| Nr        | Kolarz           | Miejsce   |
| 197       | Fadhel Al Khater | DNF       |

| Malta MLT | Malta MLT     | Malta MLT |
| --------- | ------------- | --------- |
| Nr        | Kolarz        | Miejsce   |
| 201       | Andrea Mifsud | DNF       |

## Klasyfikacja generalna
| \| Klasyfikacja generalna \| Klasyfikacja generalna \| Klasyfikacja generalna \| Klasyfikacja generalna \| Klasyfikacja generalna \| \| Kolarz \| Kolarz \| Państwo \| Drużyna \| Czas \| \| ---------------------- \| ---------------------- \| ---------------------- \| ---------------------- \| ---------------------- \| \| 1. \| Tadej Pogačar \| Słowenia \| Słowenia \| 6h 27' 30" \| \| 2. \| Ben O’Connor \| Australia \| Australia \| + 34" \| \| 3. \| Mathieu van der Poel \| Holandia \| Holandia \| + 58" \| \| 4. \| Toms Skujiņš \| Łotwa \| Łotwa \| + 58" \| \| 5. \| Remco Evenepoel \| Belgia \| Belgia \| + 58" \| \| 6. \| Marc Hirschi \| Szwajcaria \| Szwajcaria \| + 58" \| \| 7. \| Ben Healy \| Irlandia \| Irlandia \| + 1' 00" \| \| 8. \| Enric Mas \| Hiszpania \| Hiszpania \| + 1' 01" \| \| 9. \| Quinn Simmons \| Stany Zjednoczone \| Stany Zjednoczone \| + 2' 18" \| \| 10. \| Romain Bardet \| Francja \| Francja \| + 2' 18" \| \| 11. \| Roger Adrià \| Hiszpania \| Hiszpania \| + 2' 18" \| \| 12. \| Bauke Mollema \| Holandia \| Holandia \| + 2' 18" \| \| 13. \| Mads Pedersen \| Dania \| Dania \| + 3' 52" \| \| 14. \| Markus Hoelgaard \| Norwegia \| Norwegia \| + 3' 52" \| \| 15. \| Georg Zimmermann \| Niemcy \| Niemcy \| + 3' 52" \| \| 16. \| Oscar Onley \| Wielka Brytania \| Wielka Brytania \| + 3' 52" \| \| 17. \| Brandon McNulty \| Stany Zjednoczone \| Stany Zjednoczone \| + 3' 52" \| \| 18. \| Jai Hindley \| Australia \| Australia \| + 3' 52" \| \| 19. \| Kevin Vermaerke \| Stany Zjednoczone \| Stany Zjednoczone \| + 3' 52" \| \| 20. \| Mathias Vacek \| Czechy \| Czechy \| + 3' 52" \| |                      |                   |                   |            |
| |                      |                   |                   |            |
| |                      |                   |                   |            |
| Klasyfikacja generalna |                      |                   |                   |            |
| Kolarz | Kolarz               | Państwo           | Drużyna           | Czas       |
| 1. | Tadej Pogačar        | Słowenia          | Słowenia          | 6h 27' 30" |
| 2. | Ben O’Connor         | Australia         | Australia         | + 34"      |
| 3. | Mathieu van der Poel | Holandia          | Holandia          | + 58"      |
| 4. | Toms Skujiņš         | Łotwa             | Łotwa             | + 58"      |
| 5. | Remco Evenepoel      | Belgia            | Belgia            | + 58"      |
| 6. | Marc Hirschi         | Szwajcaria        | Szwajcaria        | + 58"      |
| 7. | Ben Healy            | Irlandia          | Irlandia          | + 1' 00"   |
| 8. | Enric Mas            | Hiszpania         | Hiszpania         | + 1' 01"   |
| 9. | Quinn Simmons        | Stany Zjednoczone | Stany Zjednoczone | + 2' 18"   |
| 10. | Romain Bardet        | Francja           | Francja           | + 2' 18"   |
| 11. | Roger Adrià          | Hiszpania         | Hiszpania         | + 2' 18"   |
| 12. | Bauke Mollema        | Holandia          | Holandia          | + 2' 18"   |
| 13. | Mads Pedersen        | Dania             | Dania             | + 3' 52"   |
| 14. | Markus Hoelgaard     | Norwegia          | Norwegia          | + 3' 52"   |
| 15. | Georg Zimmermann     | Niemcy            | Niemcy            | + 3' 52"   |
| 16. | Oscar Onley          | Wielka Brytania   | Wielka Brytania   | + 3' 52"   |
| 17. | Brandon McNulty      | Stany Zjednoczone | Stany Zjednoczone | + 3' 52"   |
| 18. | Jai Hindley          | Australia         | Australia         | + 3' 52"   |
| 19. | Kevin Vermaerke      | Stany Zjednoczone | Stany Zjednoczone | + 3' 52"   |
| 20. | Mathias Vacek        | Czechy            | Czechy            | + 3' 52"   |